# Pöttöm George
A Pöttöm George (eredeti cím: George Shrinks) kanadai PBS/Disney televíziós rajzfilmsorozat, amelyet William Joyce rendezett. A forgatókönyvet Ken Cuperus, Dave Dias, Hugh Duffy és William Joyce írta, a zenéjét Roberto Occhipinti szerezte, a producere Michelle Melanson, a főszerepben Tracey Moore hangja hallható. A Nelvana és a Jade Animation készítette. Kanadában a TVOKids és a Knowledge Kids mutatta be, Magyarországon pedig a Minimax, majd később az M2 tűzte műsorra.

## Szereplők
| Szereplő               | Eredeti hang      | Magyar hang                  | Leírás                                                |
| ---------------------- | ----------------- | ---------------------------- | ----------------------------------------------------- |
| George Bernard Shrinks | Tracey Moore      | Pálmai Szabolcs              | A tízéves pöttöm fiúcska.                             |
| Junior Shrinks         | Robbi Jay Thuet   | Németh Kriszta               | George öccse.                                         |
| Becky Lopez            | Bryn McAuley      | Csondor Kata                 | A szomszéd kislány, George legjobb barátja.           |
| Perdita Shrinks        | Kathleen Laskey   | Kiss Virág                   | George és Junior anyukája, szabadúszó művész.         |
| Harold Shrinks         | Paul O'Sullivan   | Bodrogi Attila               | George és Junior apja, dzsesszzenész és feltaláló.    |
| Eunice néni            | Catherine Gallant | Fazekas Zsuzsa, Mics Ildikó  | George és Junior nagynénje.                           |
| Dr. Russell Copeland   | Sean McCann       | Varga T. József, Imre István | Nyugdíjas állatorvos, Shrinksék házának előző lakója. |

## Epizódok
1. évad
1. Ha nem tört volna el (If It Ain't Broke)
2. Megtarthatjuk? (Can We Keep Him?)
3. A madarak megmentője (Close Encounters of the Bird Kind)
4. Hangya a pikniken (Ants in the Pantry)
5. A rovargyűjtemény (Round Up the Usual Insects)
6. Csöbörből vödörbe (From Bad to Worse)
7. Elsüllyedt kincsek (Sunken Treasures)
8. A hóemberek földje (Snowman's Land)
9. A szuperautó balhé (Zoopercar Caper)
10. Irány a csatorna (Down the Drain)
11. Egy nap a strandon (A Day at the Beach)
12. King Kongó (King Kongo)
13. George és a földönkívüliek (George vs. The Space Invaders)

2. évad
1. A Shrinks ház szelleme (The Ghost of Shrinks Manor)
2. Utazás a kert középpontjába (Journey to the Centre of the Garden)
3. Daisysitter (Dog-Sitting Miss Daisy)
4. Vissza a feladónak (Return To Sender)
5. Váltonak a dolgok (The More Things Change)
6. A Georgefon (The George-Lo-Phone)
7. Lefelé a folyón (Down on the Bayou)
8. Béka baj (Tankful of Trouble)
9. Irány az óratorony (All Along the Clock Tower)
10. Az idegen űrhajó visszatér (Return of the Space Invaders)
11. Hóvihar (Small of the Wild).
12. Száguldó Shrinks (Speed Shrinks)
13. Automata kutyafürdető (Hound of the Bath-ervilles)

3. évad
1. Az utazás (On the Road)
2. A sztár leég (A Star Is Shrunk)
3. George megnő (George Unshrinks)
4. Szörnypüré (Monster Mash)
5. Kacsa a pácban (In the Duck Soup)
6. Barátok és kökörcsinek (Friends and Anemones)
7. Shrinks edző (Coach Shrinks)
8. Kalandos vándorlás (Migrate-est Adventure)
9. George inasa (George's Apprentice)
10. Irány a cirkusz! (If I Ran the Circus)
11. Becky Csodaországban (Becky in Wonderland)
12. Játék George (Toy George)
13. Elveszett világ (The Lost World of George Shrinks)
14. Elveszett és megtalált művészet (Lost and Found Art)